# 25413 Dorischen
25413 Dorischen este un asteroid din centura principală de asteroizi.

## Descriere
25413 Dorischen este un asteroid din centura principală de asteroizi. A fost descoperit pe 10 noiembrie 1999 la Socorro, New Mexico, în cadrul proiectului LINEAR. Asteroidul prezintă o orbită caracterizată de o semiaxă mare de 2,23 ua, o excentricitate de 0,17 și o înclinație de 0,5° în raport cu ecliptica.